# Wapen van Gulik-Kleef-Berg
Het wapen van Gulik-Kleef-Berg was de heraldische weergave voor de personele unie van de gelijknamige hertogdommen.

## De vorming van de unie tussen Gulik, Berg en Ravensberg

Berg-Gulik van 1360 tot 1511
hertogdom Berg
hertogdom Gulik
graafschap Ravensberg

Nadat in 1348 de graven van Berg waren uitgestorven, kwam het gebied aan de graven van Ravensberg. Reeds in de volgende generatie ontbraken opnieuw mannelijke nakomelingen, zodat beide graafschappen in 1348/1360 met het hertogdom Gulik werden verenigd. In 1408 werd het graafschap Berg tot hertogdom verheven.

## De vorming van de unie tussen Kleef en Mark

Kleef-Mark van 1368 tot 1521
hertogdom Kleef
graafschap Mark

Nadat in 1347 de graven van Kleef waren uitgestorven, kwam het gebied aan de graven van Mark. In 1417 werd Kleef tot hertogdom verheven.

## De unie tussen Gulik en Gelderland

graafschap Gelre
hertogdom Gelre na 1402

Nadat de hertogen van Gelre in 1371 waren uitgestorven brak er een erfstrijd uit. Uiteindelijk zou het hertogdom aan de hertogen van Gulik komen en sinds 1402 was er een personele unie tussen beide landen. Reeds in 1423 werd de unie weer verbroken, Gelre kwam aan het huis Egmond en Gulik aan een andere tak van het huis Gulik, die al in Berg regeerde. De hertogen uit het huis Egmond en hun opvolgers bleven echter het dubbele wapen voeren en dat is zo gebleven in het wapen van de huidige provincie Gelderland.

## De unie tussen Kleef-Mark en Gulik-Berg

Gulik-Kleef-Berg (1511-1539)
Gulik-Kleef-Berg (1539-1543)
Gulik-Kleef-Berg (1543-1609)
Wapen van het graafschap Zutphen

Na het uitsterven van de hertogen van Gulik-Berg in 1511 vielen de twee hertogdommen en het graafschap Ravensberg aan de hertogen van Kleef, waardoor er dus 5 landen in één hand kwamen. In 1539 overleed de laatste hertog van Gelre uit het Huis Egmond. Hij had het hertogdom vermaakt aan de hertog van Gulik-Kleef-Berg. De wapens van het hertogdom Gelre en het graafschap Zutphen moesten dus ook opgenomen worden. De rode leeuw op het zilveren veld werd door Willem V van Kleef geïntroduceerd als het wapen van het graafschap Zutphen dit ter onderscheid van het wapen van de stad dat doorsneden was van een leeuw en een ankerkruis. In 1543 verloor de hertog echter de oorlog om Gelre van keizer Karel V, waarna de wapens van Gelre en Zutphen weer verdwenen.

## De deling van 1609

wapen Palts-Neuburg van 1609 tot 1685

In 1609 stierf de laatste hertog van Gulik-Kleef-Berg, waarna de gebieden verdeeld werden onder Pruisen en Palts-Neuburg. Pruisen kwam in het bezit van Kleef, Mark en Ravensberg. Pats-Neuburg kwam in het bezit van Gulik en Berg. Zowel Pruisen als Palts-Neuburg bleven aanspraak maken op de volledige erfenis en voerden dan ook de wapens en titels van alle gebieden.